# Trànsit (pel·lícula)
Trànsit (títol original en francès: Trafic) és una pel·lícula francesa dirigida per Jacques Tati, estrenada el 1971. Ha estat doblada i subtitulada al català, i va ser la primera pel·lícula emesa a TV3.

## Argument i producció
Monsieur Hulot és dibuixant amb Altra, petita societat parisenca de fabricació d'automòbils. És encarregat d'assegurar l'escolta d'un Renault 4 L condicionat com a cotxe de càmping revolucionari de la seva invenció, dotada de nombrosos gadgets, per a una presentació al saló de l'automòbil d'Amsterdam. Maria, encarregada de les relacions públiques d'Altra, molt inquieta d'un retard inicial, desencadena amb les seves iniciatives una sèrie de contratemps i de catàstrofes.
Aquesta pel·lícula va ser possible gràcies a un suport financer després del fracàs de Playtime. És també l'única pel·lícula de Jacques Tati on el guió inicial dibuixa una intriga amb un objectiu precís a atènyer, almenys, en aparença.

## Repartiment
- Jacques Tati: Monsieur Hulot
- Maria Kimberly: Maria, encarregada de relacions públiques
- Marcel Fraval: Marcel, el camioner
- Honoré Bostel: El director d'Altra
- François Maisongrosse: el venedor d'Altra
- Tony Kneppers: el garatgista

## Premis i nominacions
Nominacions
- 1972: BAFTA a la millor música per Charles Dumont